# Ernst-Mach-Gymnasium Hürth
Das Ernst-Mach-Gymnasium ist das ältere der beiden Gymnasien in Hürth.

## Geschichte
Das Gymnasium wurde 1961 gegründet. Es war damals neben dem Gymnasium der Stadt Brühl das erste Gymnasium einer Gemeinde im Umland von Köln. Die Stadt Frechen folgte ein Jahr später. Es wurde als koedukatives, neusprachliches Gymnasium mit mathematisch-naturwissenschaftlichem Zweig gegründet. Beides war innovativ in der damaligen Zeit. Vorerst begann der Unterricht für die 74 Schüler, darunter 14 Mädchen, in Baracken an der Hermülheimer Realschule in der Krankenhausstraße. Seinen endgültigen Standort fand die Schule im Jahre 1965 an der Bonnstraße, im damals neu errichteten Zentrum der damaligen Großgemeinde. Die feierliche Einweihung des Neubaus in Anwesenheit von Vertretern aus Politik (darunter Landrat des Landkreises Köln, Joseph Hürten, und OKD Victor von Dewitz) und beider Kirchen fand am Samstag, dem 23. Juli 1966 statt. Ein erster Erweiterungsbau erfolgte bereits 1969, da die Zahl der Schüler stark angestiegen war. Ostern 1998 wurde der zweite Erweiterungsbau südlich des Schulhofes bezogen. Er entstand als Ersatz für Baracken, die abgerissen wurden und Platz machten für einen neuen, schöner gestalteten Schulhof. Die Einweihung des Neubaus fand Mitte September 1998 statt. Wegen Asbestbelastung wurde der Bauteil E abgerissen, seit dem Schuljahr 2002/2003 wird der neu errichtete Ersatzbau genutzt. Mit der Errichtung des zweiten Gymnasiums 1974 war eine Benennung der Schule, die bisher Gymnasium Hürth hieß, in Gymnasium Hürth an der Bonnstraße oder kurz Gymnasium Bonnstraße notwendig. Im Juni 2004 wurde der Schulname auf Beschluss der Schulkonferenz und nach Genehmigung durch den Schulträger in  Ernst-Mach-Gymnasium geändert. Das EMG Hürth und eine Schule in Haar bei München (im nahegelegenen Vaterstetten verbrachte Mach seinen Lebensabend) sind die einzigen Schulen, die Machs Namen tragen. Die tabellarische Darstellung zeigt die Dynamik der Entwicklung der Schule:

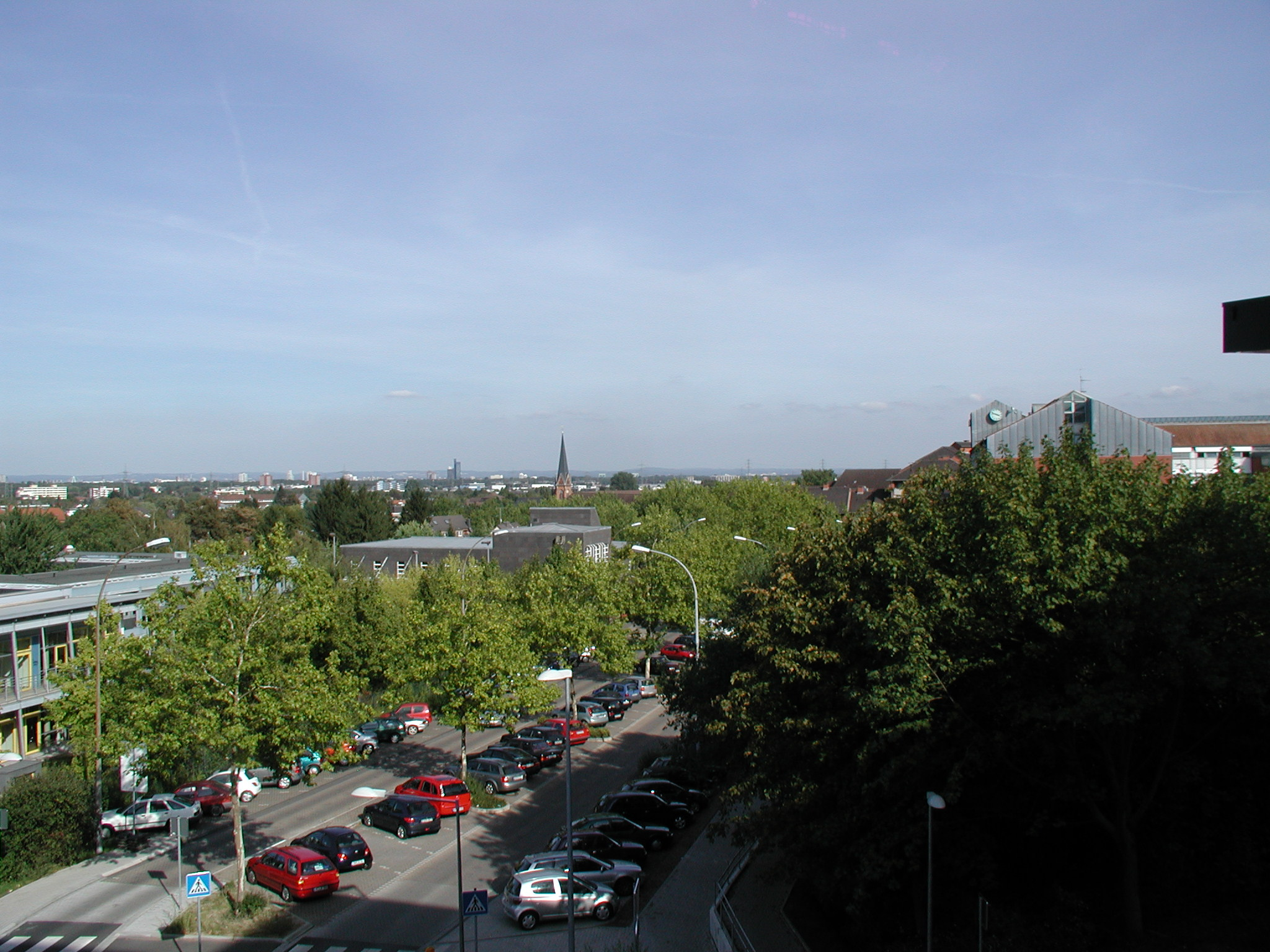
Blick vom Einkaufszentrum auf EMG (Erweiterungsbau), Rathaus und Stadtteil Hermülheim

- 1961 Gründung des vorerst zweizügigen Gymnasiums (damals noch Krankenhausstraße)
- 1965 Endgültiger Standort in der Bonnstraße
- 1969 Aufgrund des starken Schüleranstiegs wurde eine Erweiterung gebaut
- 1973 Anstieg der Schülerzahlen auf fast 1500 machen ein zweites Gymnasium wünschenswert
- 1974 zweites Gymnasium im Schulzentrum Sudetenstraße (später Albert-Schweitzer-Gymnasium)
- 1998 Ostern konnte der Erweiterungsbau D bezogen werden – Einweihung im September
- 2002 Nach den Sommerferien wurde der Neubau von Bauteil E bezogen
- 2004 Seit Juni 2004 heißt das Gymnasium Ernst-Mach-Gymnasium
- 2013 Vom Schuljahr 2013/14 an vergrößert die Schule ihr Angebot im bilingualen Unterricht durch die Einführung des Bilingualem Abiturs in Englisch. Dabei werden die Schüler nur für die Kurse in den bilingualen Fächern separiert, damit die im Allgemeinen leistungsstärkeren Schüler in ihren Klassen als „Leuchttürme“ erhalten bleiben.[5]

## Leitbild
Das EMG versteht sich als traditionelles Gymnasium mit dem Ziel einer umfassenden und fachlich soliden Allgemeinbildung. Der Leitspruch lautet „Mit allen Sinnen lernen“. Er folgt dem philosophischen Ansatz des Namensgebers Ernst Mach. Dabei soll ein Gleichgewicht zwischen den Geisteswissenschaften und Sprachen einerseits und den Naturwissenschaften auf der anderen Seite erreicht werden. So wird in der Mittelstufe ein Unterricht in Geschichte, später auch Erdkunde und Sozialwissenschaften (Politik) auf Englisch angeboten. Dazu werden Vorbereitungen für die Qualifikation in den Fremdsprachen durch die jeweiligen nationalen Diplome des Cambridge Certificate of Proficiency und des DELF für Französisch angeboten. Teilweise werden diese Diplome bereits während der Schulzeit absolviert. Für Spanisch wird wie in anderen Leistungskursen mit dem Hürther Albert-Schweitzer-Gymnasium kooperiert. An weiteren Sprachen werden wahlweise oder als Arbeitsgemeinschaften Italienisch und Russisch angeboten. Die Naturwissenschaften werden in der Mittelstufe fachübergreifend in den Mathe-Physik-Informatik-Kursen verstärkt. Diese Differenzierungskurse wurden durch die Schule (Horst Becker, stv. Schulleiter) quasi erfunden. Sie sind die Grundlage für den Besuch späterer Leistungskurse.
Leistungsbereitschaft und (Hoch-)Begabung wird durch Teilnahme an Wettbewerben, Ferienakademien, frühzeitigem Besuch von Universitätskursen (mit Beurlaubung für die ausfallenden Unterrichtsstunden) und Veranstaltungen mit Vorträgen namhafter Wissenschaftler (zum Teil auch Schülereltern) am Dies Academicus und Ernst-Mach-Forum gefördert.

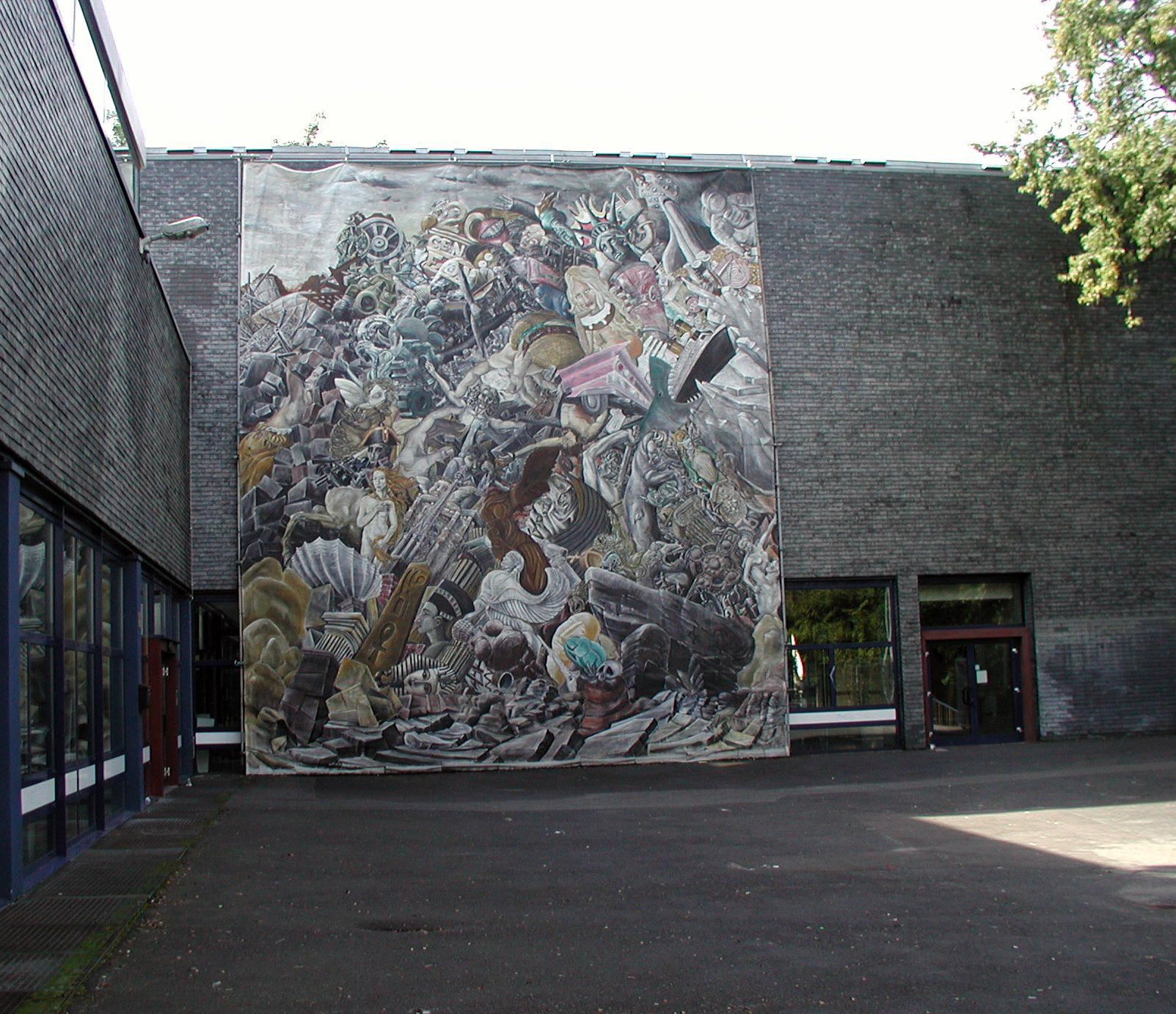
Eingang Bonnstr.
Allegorie des Abendlandes

Gesellschaftsintegration, Globalisierung und Integration in die Schulgemeinschaft werden gefördert durch ein Projekt Weltreise, das die Jüngeren als Gast in örtliche Familien anderer Kultur einlädt (Migrantenkinder kommen dazu in Familien mit traditionell Rheinischer Kultur), Sozialpraktikum und Betriebs/Berufspraktikum. Dazu kommen Streitschlichtung, Basare und Förderläufe für Projekte örtlicher und überörtlicher gemeinnütziger Organisationen und Schulfeste, Schulfahrten und Schulprojekte. Schulpartnerschaften werden gepflegt mit einer Schule in der Partnerstadt Argelès-sur-Mer in der französischen Region Okzitanien und mit der Partnerstadt Skawina in Polen. Auch am Comenius-Programm der EU beteiligt sich die Schule. Das Projekt Stolpersteine mit dem Kölner Künstler Gunter Demnig wurde von Lehrern und Schülern der Schule und der Stadt für Hürth vorbereitet und durchgeführt. Es machte mit den dunkleren Seite der lokalen und nationalen Geschichte bekannt.
Der Schulgarten und die Schulimkerei (seit 2010) sind ökologische Projekte. Kunst, insbesondere von Schülern Gestaltetes, findet sich überall in den Schulgebäuden. Bemerkenswert ist eine in zwei Jahren Leistungskurs Kunst vorbereitete und dann zum Teil in freigestellten zusätzlichen Stunden und zuletzt noch in Nacht- und Wochenendstunden bis zum Januar 1998 gemalte 10 × 12 m große Allegorie des Abendlandes, die zuerst als Bühnenbild für den Abiball diente und dann außen an der Fassade des Eingangsgebäudes aufgehängt wurde (Mittlerweile abgehängt).

## Schulbauten

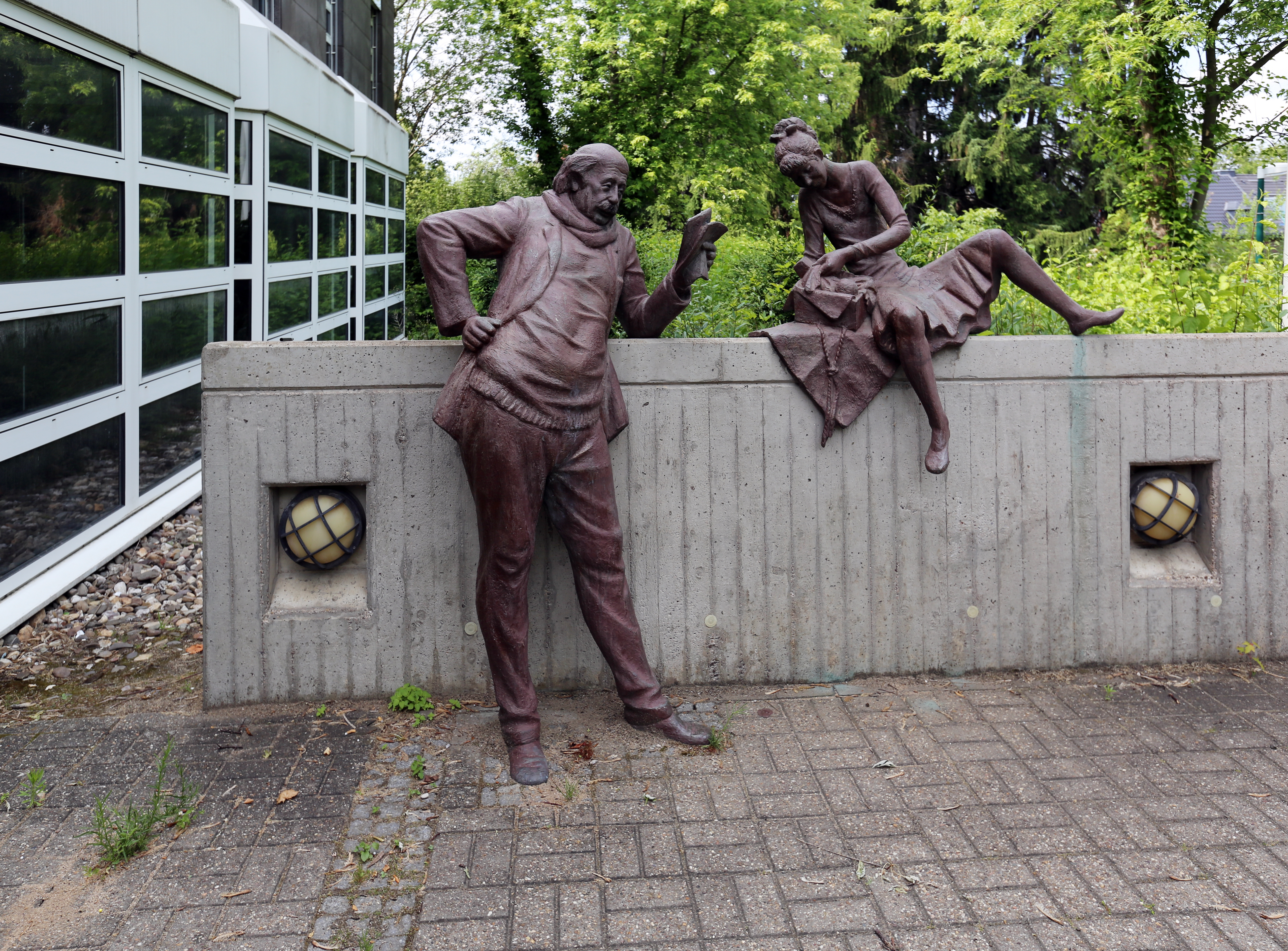
Figuren Brief und Päckchen erinnern an die ehemalige Bestimmung des Schulgebäudes

Der Kölner Architekt Marcel Felten gewinnt 1963 die Ausschreibung für den Bau der ersten Gebäude, die Mitte 1965 eingeweiht wurden und wegen ihrer Architektur und ihrer Ausstattung (erstes Schul-Sprachlabor im Kreis) hochgelobt werden. Das Gymnasium muss in der Folgezeit mehrfach erweitert werden. Der Bauteil E wird 1974 bezogen (2002 erneuert). Nach einem nach einem Einbruch entstandenen Brand von 1970 wird das Hauptgebäude in drei Jahren umgebaut. 1995 wird die Schule erweitert durch das Planungsbüro Schmitz Aachen, das einen offenen und farbig gestalteten Bau aus Stahl und Glas errichtet als Abschluss des Schulkomplexes gegen den Hang zum Einkaufszentrum. Seit Frühjahr 2014 nutzt die Schule 12 umgebaute Räume im benachbarten ehemaligen Postgebäude, das die Stadt erwarb. Sie dienen hauptsächlich vorerst dem Unterricht der Fächer Kunst sowie Musik. Das Hauptgebäude der Schule wurde mittlerweile umgebaut und eine Mensa, deren Bau bereits 2009 bewilligt wurde, wurde jetzt errichtet.

## Schülerzeitung
Die Schülerzeitung des Ernst-Mach-Gymnasiums wird einige Male im Jahr herausgegeben. Seit einigen Jahren heißt sie Klartext, vorher war der Name der Publikation Ohne Titel. Die Klartext kostet einen Euro. Eine weitere Einnahmequelle sind zahlreiche lokale Unternehmen, die dort Anzeigen schalten.

## Bekannte Lehrer und Absolventen

### Ehemalige Lehrer
- Fritz Schramma, Latein und Philosophie und Vertrauenslehrer; späterer Oberbürgermeister von Köln.
- Ulrich Heinen, Kunst, Chemie; seit 2000 Professor für Gestaltungstechnik und Kunstgeschichte an der Bergischen Universität Wuppertal.

### Ehemalige Schüler
- Johannes Horst, Kanzler der Deutschen Sporthochschule Köln, Angehöriger des 1. Schülerjahrgangs und ersten Abitur-Jahrgangs 1969, erster Schulsprecher der Anstalt.
- Martin Sommerhoff, Schriftsteller, Abitur 1976
- Dieter Prestin, Fußballer
- Bruno Arich-Gerz, Schriftsteller, Literaturwissenschaftler und ehemaliger Juniorprofessor an der TU Darmstadt, Abitur 1986
- Michael Despeghel, Sportwissenschaftler und Bestsellerautor, Abitur 1979
- Wolfgang Prinz, Informatik, Professor am Fraunhofer-Institut für Angewandte Informationstechnik Schloss Birlinghoven und der RWTH Aachen, Abitur 1980
- Dirk Schimmelpfennig, Sportdirektor Deutscher Tischtennis-Bund, Abitur 1981
- Simon Hörstrup, Herzforscher Universität Zürich, Abitur 1986
- Kivanc Haspolat, ehem. Präsident FC Yurdumspor Köln, Abitur 1986
- Holger Brantin, Jurist und Aachener Kommunal- und Kirchenpolitiker, Abitur 1983
- Marc Posecker, Autor und Vorsitzender "Große Efferener KG Grün-Gold von 1982 e.V.", Abitur 2018